# Unang Hirit
Unang Hirit (zu Deutsch Erstschlag) ist eine Frühstücksfernsehsendung des philippinischen Rundfunksenders GMA Network. Sie wird seit 6. Dezember 1999 auf dem Fernsehsender GMA-7 gesendet. Die Ausstrahlung erfolgt montags bis freitags um 05:30 Uhr.
Es ist die am längsten laufende Morgenshow auf den Philippinen.

## Moderatoren

### Hauptmoderatoren
- Arnold Clavio (seit 1999)
- Suzi Entrata-Abrera (seit 1999)
- Lyn Ching-Pascual (seit 1999)
- Susan Enriquez (seit 2009)
- Ivan Mayrina (seit 2010)
- Mariz Umali (seit 2019)

### Wiederkehrende Moderatoren
- Gaby Concepcion (seit 2003)
- Winnie Monsod (seit 2004)
- Regine Tolentino (seit 2004)
- Juancho Trivino (seit 2016)
- Phytos Ramirez (seit 2017)
- John Philip Balang Bughaw (seit 2016)
- Boobay (seit 2016)
- Klea Pineda (seit 2018)
- Joyce Pring (seit 2018)
- Clint Bondad (seit 2018)
- Donita Nose (seit 2019)
- Krissy (seit 2019)
- Yuan Francisco (seit 2019)
- Angelica Ulip (seit 2019)
- Leanne Bautista (seit 2019)
- Chef Jose Sarasola (seit 2020)
- Shaira Diaz (seit 2021)
- Kaloy Tingcungco (seit 2022)
- Chef JR Royol (seit 2022)
- Jenzel Angeles (seit 2022)
- Roxie Smith (seit 2022)
- Rabiya Mateo (seit 2022)
- Ashley Rivera (seit 2022)
- Anjay Anson (seit 2022)
- Kim Perez (seit 2022)
- Cheska Fausto (seit 2023)
- Sean Lucas (seit 2023)
- Matteo Guidicelli (seit 2023)

### Ehemalige Moderatoren
- Ryan Agoncillo (1999–2001)
- Mickey Ferriols (1999–2000)
- Mon Isberto (1999–2000)
- Miriam Quiambao (1999–2003)
- Eagle Riggs (2000–2010)
- Martin Andanar (2000–2002)
- TJ Manotoc (2000–2003)
- Arn-Arn (2000–2017)
- Lhar Santiago (2001–2021)
- Love Añover (2002–2022)
- Luane Dy (2010–2021)
- Rhea Santos (2000–2019)
- Hans Montenegro (2000–2003)
- Daniel Razon (2002–2005)
- Pia Arcangel (2003–2014)
- Atom Araullo (2003–2004)
- Edu Manzano (2003, 2011)
- Tessa Nieto (2004)
- Drew Arellano (2004–2014)
- Diana Zubiri (2005)
- Jolina Magdangal (2006–2009)
- Oscar Oida (2007–2009)
- Paolo Bediones (2007–2009)
- Sunshine Dizon (2007–2008)
- Nikki Dacullo (2008–2009)
- Monica Verallo (2010–2014)
- Connie Sison (2010–2023)
- Tonipet Gaba (2012–2016)
- Nathaniel „Mang Tani“ Cruz (2013–2022)
- Jun Veneracion (2012; 2015–2016)
- Mikael Daez (2014–2015)
- Hiro Peralta (2016–2018)

Ehemalige Segmentmoderatoren
- Jackie Lou Blanco (Feel Good With J-lou)
- Cory Quirino
- Luchi Cruz-Valdes
- Oscar Orbos
- Bea Binene
- Manny Calayan
- Pie Calayan
- Kat Manalo
- Fanny Serrano
- Olen Juarez-Lim
- Connie Sison

## Segmente
- All Prize Hike
- All Access Pass
- Bantay Presyo
- Boses ng Masa
- Buena Manong Balita
- Cash Word
- Cash Alarm
- Cash-Sagot
- I.M. Ready, GMA Weather
- Hirit ni Mareng Winnie
  - Hirit Pa More ni Mareng Winnie
- Hirit Trapiko
- Kapuso sa Batas
- Kapuso sa Kalusugan
- Kitchen Hirit
- #LagotCam
- People, Places, and Events
- Ronda Reports
- Sala ni Igan, Sala ni Susan
- Senior Moment
- Showbiz Hirit / Showbiz Bullets
- Siyanse ni Susan
- Sparkada
- Talakayan with Igan
- Top Hirits
- Unang Ratsada
- News Reels
- UH Barangay Blowout
- UB Express
- UB Express: Overseas
- UH Game
- UH Online Sikat
- UH Plantitas
- UH Serbisyong Totoo
- UH Summer Outing
- UH Funliner
- UH Shoutout
- UH ATM Agunalido Teller Machine
- Weather Center
- UH Records
- UH Sorpresa Drop
- UH Sorpresa Pool
- UH Spin-nalo
- UH Budol Finds
- Unang Balita
  - Breaking News
  - #DashCam
  - Hirit Good Vibes
  - Huli Cam
  - Halo-Halo Word
  - Lodi Noypi
  - Ronda Probinsya
  - Traffic Hirit
  - Sports Hirit
  - UB Explainer
  - UB Express Overseas
  - Unang Chika
  - Unang Ronda